# Araeomolis nigripuncta
Eriostepta nigripuncta là một loài bướm đêm thuộc phân họ Arctiinae, họ Erebidae.